# Franke (Familienname)

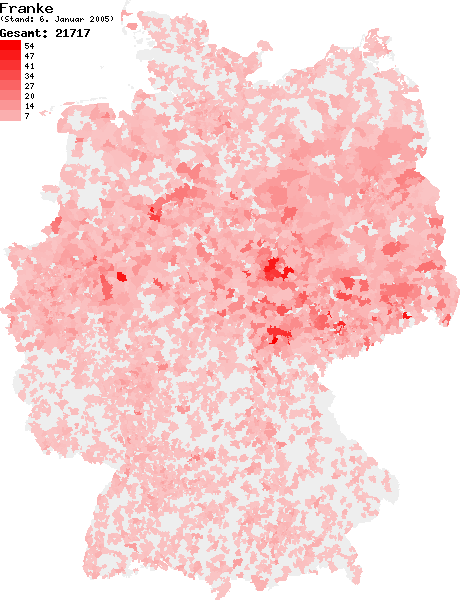
Verteilung des Familiennamens Franke in Deutschland im Telefonbuch mit Stand vom 6. Januar 2005.

Franke ist ein mehrheitlich in Deutschland verbreiteter Familienname.

## Etymologie
Der Familienname Franke geht auf den Volksnamen der germanischen Franken zurück.

## Varianten
Franck, Francke, Francken, Franken, Frank, Fränkel, Frankl, Fränkl, Fränkle, Frenck, Frenk, Frenkel, Frenken, Frenking

## Namensträger

### A
- Adolf Franke (Maler) (1757–1809), deutscher Miniaturmaler
- Adolf Franke (Offizier) (1852–1937), deutscher General der Artillerie
- Adolf Franke (Paläontologe) (1860–1942), deutscher Paläontologe
- Adolf Franke (Elektrotechniker) (1865–1940), deutscher Elektrotechniker
- Adolf Franke (Chemiker) (1874–1964), österreichischer Chemiker
- Adolf Franke (Ringer), deutscher Ringer und Trainer
- Albert Franke (Bürgermeister) (1877–nach 1926), deutscher Jurist und Oberbürgermeister von Neiße
- Albert Franke (Wirtschaftswissenschaftler) (1916–nach 1987), deutscher Wirtschaftswissenschaftler
- Albert Joseph Franke (1860–1924), deutscher Maler
- Albrecht Franke (* 1950), deutscher Romanautor
- Alexa Franke (* 1948), deutsche Gesundheits- und Rehabilitationspsychologin
- Alexander Franke (* 1984), deutscher Hörfunkmoderator
- Alfred Franke (Geograph) (1870–1937), deutscher Geograph, Klassischer Philologe und Lehrer
- Alfred Franke (Politiker) (1905–nach 1958), deutscher Politiker (LDPD)
- Alfred Franke (Jagdflieger) (1918–1942), deutscher Jagdflieger
- Alfred Franke-Gricksch (1906–1952), deutscher Politiker (NSDAP) und SS-Führer
- André Franke (* 1972), deutscher Musikproduzent und Komponist
- Andre Franke (Genetiker) (* 1978), deutsch-US-amerikanischer Genetiker und Hochschullehrer
- Andrea Franke (* 1958), deutsche Verwaltungsbeamtin und Richterin
- Andreas Franke (* 1965), deutscher Volleyballspieler
- Angela Franke (* 1957), deutsche Schwimmerin
- Angelo Franke (* 1966), italienischer Schauspieler
- Anja Franke (* 1964), deutsche Schauspielerin
- Anne Franke (* 1954), deutsche Politikerin
- Anselm Franke (* 1978), deutscher Autor, Kurator und Hochschullehrer
- Arno Franke (1876–1955), deutscher Journalist und Politiker (NSDAP; DSP)
- Arthur Franke (1909–1992), deutscher Generalleutnant der NVA
- August Franke (Politiker) (1920–1997), deutscher Politiker (SPD)
- August Hermann Franke (1853–1891), deutscher evangelischer Theologe und Kirchenlieddichter

### B
- Barbara Franke (Autorin) (* 1944), deutsche Lehrerin und Autorin
- Barbara Franke (Neurowissenschaftlerin), Neurowissenschaftlerin
- Benjamin Franke (* 1989), deutscher Leichtathlet
- Bernd Franke (Fußballspieler) (* 1948), deutscher Fußballspieler
- Bernd Franke (Politiker) (1951–2021), deutscher Politiker
- Bernd Franke (Komponist) (* 1959), deutscher Komponist
- Bernd Franke (Jurist) (* 1975), deutscher Jurist
- Bernhard Franke (Geigenbauer) (1919–1993), deutscher Geigenbauer
- Bernhard Franke (Maler) (1922–2004), deutscher Maler und Grafiker
- Bettina Franke (* 1957), deutsche Theaterschauspielerin

### C
- Carl Franke (Pädagoge, 1808) (1808–1877), deutscher Pädagoge
- Carl Franke (Pädagoge, 1815) (Carl Ludwig Franke; 1815–1851), deutscher Pädagoge
- Carl Franke (Koleopterologe) (1829–1901), deutscher Käferforscher und Sammler
- Carl Franke (Schauspieler) (1847–nach 1902), deutscher Schauspieler
- Carl Christian Leberecht Franke (1796–1879), deutscher Theologe
- Carl Rudolf Franke (1858–1946), deutscher Theologe
- Carmen Franke (* 1973), deutsche Fernsehmoderatorin
- Charlotte Franke-Winheller (1935–1995), deutsche Übersetzerin, Herausgeberin und Autorin, siehe Charlotte Winheller
- Christian Franke (Politiker, 1891) (1891–1972), deutscher Politiker (NSDAP)
- Christian Franke (Schlagersänger) (* 1956), deutscher Schlagersänger und Produzent
- Christian Franke (Regisseur) (* 1983), deutscher Regisseur und Dramaturg
- Christian Franke-Langmach (* 1992), deutscher Politiker (Bündnis 90/Die Grünen)
- Christian Friedrich Franke (1767–1794), deutscher Theologe
- Christian Wilhelm Franke (1765–1818), deutscher Lexikograf, Übersetzer und Rechtsanwalt
- Christiane Franke (* 1963), deutsche Schriftstellerin
- Christoph Franke (* 1944), deutscher Fußballspieler und -trainer
- Christopher Franke (* 1953), deutscher Musiker
- Constantin August Carl Franke (1836–1898), deutscher Arzt und Sanitätsrat
- Curt W. Franke (1916–1987), deutscher Schauspieler und Hörspielsprecher

### D
- David Franke (* 1980), deutscher Organist
- Denis Franke, deutscher Leichtathlet
- Detlef Franke (Ägyptologe) (1952–2007), deutscher Ägyptologe
- Detlef Franke (Eishockeyspieler) (* 1958), deutscher Eishockeytorwart
- Dieter Franke (Schauspieler) (1934–1982), deutscher Schauspieler
- Dieter Franke (Autor) (* 1934), deutscher Autor
- Dieter Franke (Ingenieur) (1943–2000), deutscher Ingenieur und Hochschullehrer
- Dieter Franke (Künstler) (* 1958), deutscher Künstler
- Dietmar Franke (1938–2007), deutscher Politiker (CDU)
- Dietrich Franke (Mediziner) (1921–2008), deutscher Chirurg
- Dietrich Franke (Geologe) (1935–2022), deutscher Geologe und Hochschullehrer
- Dietrich Franke (Badminton), deutscher Badmintonspieler
- Dietrich Franke (Jurist) (1943–2012), deutscher Jurist und Richter
- Dominik Franke (Schwimmer) (* 1990), deutscher Schwimmer
- Dominik Franke (Fußballspieler) (* 1998), deutscher Fußballspieler
- Doris Otto-Franke (* 1953), deutsche Schauspielerin
- Dörte Franke (* 1974), deutsche Autorin und Dokumentarfilmerin

### E
- Eberhard Franke (1929–2011), deutscher Bauingenieur
- Edgar Franke (* 1960), deutscher Politiker (SPD)
- Edith Franke (Politikerin) (1942–2024), deutsche Politikerin
- Edith Franke (Religionswissenschaftlerin) (* 1960), deutsche Religionswissenschaftlerin
- Eduard Franke (1815–1894), deutscher Lehrer, Pfarrer und Dichter
- Egon Franke (1913–1995), deutscher Politiker (SPD)
- Egon Franke (Fechter) (1935–2022), polnischer Fechter
- Elisabeth Franke (1886–1931), deutsche Schriftstellerin
- Elk Franke (* 1942), deutscher Hochschullehrer für Sportpädagogik und Sportphilosophie
- Emil Franke (Politiker, März 1880) (1880–1945), deutscher Politiker (DNVP), Bezirksbürgermeister von Berlin-Wilmersdorf
- Emil Franke (Politiker, April 1880) (1880–1939), tschechoslowakischer Jurist und Politiker (ČSNS)
- Eric Franke (* 1989), deutscher Bobfahrer und Leichtathlet
- Erich Franke (Fabrikant) (1897–nach 1970), deutscher Textilfabrikant
- Erich Franke (Metallurg) (1898–nach 1954), deutscher Ingenieur, Metallurg und Hochschullehrer
- Erich Franke (Konstrukteur) (1900–1965), deutscher Konstrukteur, Erfinder und Firmengründer
- Erich Franke (Politiker, 1908) (1908–1986), deutscher Politiker (CDU) und Heimatforscher
- Erich Franke (Politiker, II), deutscher Politiker (SED), MdV
- Erich Franke (Maler, 1911) (1911–2008), deutscher Maler und Bühnenbildner
- Erich Franke (Eishockeyspieler), deutscher Eishockeyspieler und -trainer
- Erich Franke (Maler, 1944) (* 1944), deutscher Maler und Grafiker
- Erika Franke (* 1954), deutsche Sanitätsoffizierin
- Ernst Franke (Mediziner, 1856) (1856–1925), deutscher Augenarzt
- Ernst Franke (Mediziner, 1875) (1875–1948), deutscher Chirurg
- Ernst Franke (Politiker) (1892–1940), deutscher Politiker (KPD), MdHB
- Ernst Franke (Unternehmer) (1910–nach 1971), deutscher Fabrikant
- Ernst Ludwig Franke (1886–1948), österreichischer Plakatkünstler

### F
- Fabian Franke (Bibliothekar) (* 1966), deutscher Physiker und Bibliothekar
- Fabian Franke (Basketballspieler) (* 1988), deutscher Basketballspieler
- Fabian Franke (Fußballspieler) (* 1989), deutscher Fußballspieler
- Florian Franke (* 1987), deutscher Musiker und Komponist
- Franz Franke (?–1917), deutscher Grafiker
- Franziska Franke (* 1955), deutsche Kriminalschriftstellerin
- Friedrich Franke (Philologe) (1805–1871), deutscher Klassischer Philologe
- Friedrich Franke (Jurist), Präsident der Rechtsanwaltskammer Düsseldorf und der Bundesrechtsanwaltskammer
- Friedrich Franke (Musiker) (1905–1983), deutscher Bratschist
- Friedrich Wilhelm Franke (1862–1932), deutscher Organist
- Fritz Franke (Fußballspieler), deutscher Fußballspieler
- Fritz Franke (Politiker) (1921–1986), österreichischer Politiker (FPÖ), Vorarlberger Landtagsabgeordneter

### G
- Georg Franke (Montanwissenschaftler) (1858–1935), deutscher Montanwissenschaftler (Aufbereitungs-/Brikettierkunde), Hochschullehrer, Beamter im Reichsmarineamt
- Georg Franke (Architekt) (1915–1988), deutscher Architekt
- Georg Franke (Intendant) (1947–2024), deutscher Intendant, Leiter der Studiobühne Köln
- Georg Julius Franke (1812–1894), deutscher Kaufmann und Bauherr
- Gerhard Franke (MfS-Mitarbeiter) (1920–1984), deutscher Oberst im Ministerium für Staatssicherheit (MfS) der DDR
- Gerhard Franke (Maler) (1926–2002), deutscher Maler
- Gerhard Franke (Fußballspieler) (1933–1997), deutscher Fußballspieler, Mitglied der Nationalmannschaft der DDR
- Gertrud Franke-Schievelbein (1851–1914), deutsche Schriftstellerin
- Gotthard Franke (1912–1975), deutscher Politiker (GB/BHE, GDP, FDP)
- Günter Franke (1935–2011), deutscher Architekt
- Günter Franke (Mediziner) (1937–2012), deutscher Augenarzt und Hochschullehrer
- Günter Franke (Wirtschaftswissenschaftler) (* 1944), deutscher Wirtschaftswissenschaftler
- Günther Franke (1900–1976), deutscher Galerist, Kunsthändler und Kunstsammler
- Günther Franke (Architekt) (1943–2007), deutscher Architekt und Stadtplaner
- Gunther Franke (1930–2016), deutscher Agrarwissenschaftler und Hochschullehrer
- Guntram Franke (* 1968), deutscher Kameramann
- Gustav Franke (1864–nach 1935), deutscher Jurist und Ministerialbeamter
- Gustav H. Franke (1888–1953), US-amerikanischer Generalmajor

### H
- Hannelore Glaser-Franke (* 1933), deutsche Skirennläuferin
- Hanns Franke (1895–1975), deutscher Lehrer, Heimatforscher und Museumsgründer
- Hanny Franke (1890–1973), deutscher Maler
- Hans Franke (Komponist) (1882–1971), deutscher Komponist
- Hans Franke (Maler) (1892–1975), deutscher Maler und Schriftsteller
- Hans Franke (Autor) (1893–1964), deutscher Autor und Publizist
- Hans Franke (Ornithologe) (1897–1990), österreichischer Lehrer, Vogelkundler und Filmer
- Hans Franke (Mediziner, 1909) (1909–1955), deutscher Internist
- Hans Franke (Mediziner, 1911) (1911–2000), deutscher Internist, Altersforscher und Hochschullehrer
- Hans-Joachim Franke (* 1939), deutscher Politiker (CDU), MdL Nordrhein-Westfalen
- Hans-Joachim Franke (Ingenieur) (1944–2024), deutscher Ingenieur und Hochschullehrer
- Hans Martin Franke (1931–2020), deutscher Ingenieur
- Hans Michael Franke (1963–2014), deutscher Bildhauer
- Harry Franke (1925–1981), deutscher Grafiker
- Hazel Franke (* 1991), deutsche Schauspielerin
- Heike Franke (* 1965), deutsche Badmintonspielerin
- Heike Franke (Autorin) (* 1966), deutsche Schriftstellerin
- Heinrich Franke (Sänger) (1800–1881), deutscher Sänger (Bariton)
- Heinrich Franke (Physiker) (1887–1966), deutscher Physiker und Politiker (SPD)
- Heinrich Franke (Politiker) (1928–2004), deutscher Politiker (CDU) und politischer Beamter
- Heinrich Ernst Franke (1852–1915), sächsischer Generalleutnant
- Heinz Franke (Journalist) (1903–nach 1936), deutscher Journalist und Herausgeber
- Heinz Franke (Fußballspieler) (* 1928), deutscher Fußballtorwart
- Heinz Franke (Psychologe) (1934–1977), deutscher Psychologe und Hochschullehrer
- Helmut Franke (1954–2015), deutscher Organist und Kantor
- Henning Franke (* 1953), deutscher Fußballtorwart
- Herbert Franke (Geigenbauer) (1910–1994), deutscher Geigenbauer
- Herbert Franke (Sinologe) (1914–2011), deutscher Sinologe
- Herbert W. Franke (1927–2022), österreichischer Physiker, Schriftsteller und Literaturwissenschaftler
- Herman Franke (1948–2010), niederländischer Kriminologe, Hochschullehrer und Schriftsteller
- Hermann Franke (Kantor) (1834–1919), deutscher Kantor und Komponist
- Hermann Franke (Geologe) (1847–1932), deutscher Lehrer und Geologe
- Hermann Franke (Unternehmer, 1851) (1851–1924), deutscher Schuhfabrikant
- Hermann Franke (Ingenieur, 1870) (1870–1925), deutscher Ingenieur und Hochschullehrer
- Hermann Franke (Offizier) (1878–1956), deutscher Generalleutnant
- Hermann Franke (Unternehmer, 1886) (1886–1939), Schweizer Unternehmer und Firmengründer (Franke Holding)
- Hermann Franke (Jurist) (1903–1973/1974), deutscher Jurist, Arbeitsrechtler, Herausgeber und Arbeitgeberverbandsfunktionär
- Hermann Franke (Ingenieur, 1906) (1906–1968), deutscher Ingenieur
- Hermann Franke (Mediziner) (1911–1991), deutscher Chirurg
- Holger Franke (Schauspieler, 1942) (* 1942), deutscher Schauspieler, Autor und Regisseur
- Holger Franke (Schauspieler, 1955) (* 1955), deutscher Schauspieler
- Horst Franke (Fußballspieler, Union Oberschöneweide), deutscher Fußballspieler
- Horst Franke (Fußballspieler, 1929) (1929–2006), deutscher Fußballspieler
- Horst Franke (Volkswirt) (1930–2019), deutscher Volkswirt, Vereinsvorsitzender und Bürgerrechtler
- Horst Franke (Rechtsanwalt) (* 1949), deutscher Jurist
- Horst Werner Franke (1932–2004), deutscher Politiker (SPD), MdBB
- Hugo Franke (1903–nach 1958), deutscher Volkskammerabgeordneter (FDGB)

### I
- Ilse Franke-Oehl (1881–1938), österreichische Schriftstellerin
- Ingeborg Franke (1912–1993), deutsche Schauspielerin und Schriftstellerin, siehe Inge von Wangenheim
- Ingeborg Franke (1935–2023), deutsche Juristin und Richterin
- Ingrid Franke (* 1949), deutsche Sängerin, siehe Inga und Wolf
- Irmgard Franke-Dressler (* 1946), deutsche Politikerin (Bündnis 90/Die Grünen)

### J
- Jan Franke-Viebach (* 1955), deutscher Wirtschaftswissenschaftler und Hochschullehrer für Volkswirtschaftslehre
- Jens Franke (* 1964), deutscher Mathematiker
- Joachim Franke (Widerstandskämpfer) (1905–1942), deutscher Widerstandskämpfer
- Joachim Franke (Psychologe) (1926–2013), deutscher Psychologe und Hochschullehrer
- Joachim Franke (Trainer) (1940–2024), deutscher Eishockeyspieler und -trainer und Eisschnelllauftrainer
- Joachim Franke (Regisseur), deutscher Theaterregisseur
- Jörg Franke (Manager) (* 1941), deutscher Jurist und Manager
- Jörg Franke (Ingenieur) (* 1964), deutscher Ingenieur und Hochschullehrer
- Johann Franke (Maler) (vor 1760–1804), deutscher Maler
- Johann August Franke (1848–1918), deutscher Kaufmann und Politiker, MdBB
- Johann Friedrich Franke (1717–1780), deutscher Komponist
- Johannes Franke (Mediziner) (1545–1617), deutscher Arzt und Botaniker
- Johannes Franke (Bibliothekar) (1848–1918), deutscher Bibliothekar
- Johannes Franke (General) (1858–1935), deutscher General der Infanterie
- Johannes Franke (Schauspieler) (* 1983), deutscher Schauspieler
- Josef Franke (Architekt, 1876) (1876–1944), deutscher Architekt
- Josef Franke (Architekt, 1906) (1906–1992), deutscher Architekt
- Josef Franke (Zahnmediziner) (1912–1988), deutscher Zahnmediziner und Hochschullehrer
- Jürgen Franke (Komponist) (1929–2017), deutscher Komponist und Musiker
- Jürgen Franke (Volkswirt) (1936–2009), deutscher Volkswirt
- Jürgen Franke (Mathematiker) (* 1952), deutscher Mathematiker und Spieleautor
- Jürgen Franke (Handballspieler) (* 1953), deutscher Handballspieler und -trainer

### K
- Karl Franke (Typograf) (1894–1952), deutscher Typograf
- Karl Franke (Bildhauer) (1917–1996), deutscher Bildhauer
- Karl-Andreas Franke (* 1951), deutscher Schriftsteller und Lyriker
- Karl-Heinz Franke (Maler) (1916–2006), deutscher Maler
- Karl-Heinz Franke (General) (1922–1994), deutscher Offizier
- Karl Ludwig Franke (Theologe) (Karl Ludwig Francke; 1734–1806), deutscher evangelischer Theologe und Hofprediger
- Karl-Ludwig Franke (Unternehmer) (1922–2010), deutscher Unternehmer und Firmengründer
- Katharina Franke (* 1977), deutsche Physikerin
- Käthe Franke (Archivarin) (1915–1994), deutsche Archivarin
- Käthe Franke (1923–2012), deutsche Politikerin
- Kerstin Franke-Gneuß (* 1959), deutsche Grafikerin, Malerin und Installationskünstlerin
- Klara Franke (1911–1995), deutsche Lokal-Aktivistin in Berlin
- Klaus Franke (1923–2017), deutscher Politiker (CDU)
- Klaus Franke (Handballspieler) (* 1941), deutscher Handballspieler und -trainer
- Klaus Franke (Fußballspieler) (* 1948), deutscher Fußballspieler
- Kurt Franke (Politiker) (1898–1944), deutscher Politiker und Widerstandskämpfer
- Kurt Franke (Mediziner, 1901) (1901–1988), deutscher Internist
- Kurt Franke (Unternehmer) (1914/1915–1991), deutscher Baufinanzier
- Kurt Franke (Heimatforscher) (1921–1991), deutscher Lehrer und Heimatforscher
- Kurt Franke (Mediziner, 1926) (1926–2008), deutscher Chirurg und Medizinhistoriker
- Kurt F. K. Franke (1929–2005), deutscher Geschichtsdidaktiker
- Kurt Gerhard Franke (1918–2006), deutscher Kulturwissenschaftler

### L
- Leopold Franke (1777–1853), deutscher Papierfabrikant
- Lothar Franke, deutscher Tischtennisspieler
- Ludwig Franke (1818–1896), deutscher Arzt
- Ludwig Gottlieb Friedrich Franke (1805–1871), deutscher Philologe
- Luitgard Franke (* 1959), deutsche Sozialwissenschaftlerin, Gerontologin und Hochschullehrerin
- Lutz Franke (Leichtathlet) (* 1957), deutscher Weitspringer
- Lutz Franke (Politiker) (* 1960), deutscher Politiker (FDP), MdL Sachsen-Anhalt

### M
- Manfred Franke (Mediziner) (1926–2001), deutscher Mediziner und Hochschullehrer für Sozialhygiene
- Manfred Franke (1930–2020), deutscher Schriftsteller
- Marcel Franke (* 1993), deutscher Fußballspieler
- Margarete Franke (1909–2011), deutsche Innenarchitektin und Künstlerin
- Margarethe Heyne-Franke (1892–1980), deutsche Sängerin (Sopran)
- Margot Franke, deutsche Übersetzerin
- Maria Franke (* 1991), deutsche Endurosportlerin
- Marianne Franke (1952–2007), deutsche Fachdidaktikerin und Hochschullehrerin
- Markus Franke (* 1978), deutscher Ministerialbeamter
- Marlis A. Franke (* 1950), deutsche Lyrikerin und Hörspielautorin
- Marten Franke (* 1995), deutscher Handballspieler
- Martin Franke (1913–1985), deutscher Politiker (SED)
- Martin Franke (Kunsthistoriker) (* 1975), deutscher Kunsthistoriker
- Max Franke (Geigenbauer) (1880–1965), deutscher Geigenbauer
- Max Franke, deutscher Fußballspieler
- Max Franke (Musiker) (1906–nach 1948), deutscher Violinist
- Maximilian Franke (* 2002), deutscher Fußballspieler
- Melanie Franke (* 1974), deutsche Kunsthistorikerin
- Michael Franke (Unternehmer) († 1707), deutscher Unternehmer
- Michael Franke (Kunsthändler) (1939–1985), deutscher Kunsthändler
- Michael Franke (Bildhauer) (* 1946), deutscher bildender Künstler
- Mick Franke (1955–2001), deutscher Musiker

### N
- Nico Franke (* 1999), deutscher Crossminton (früher Speed-Badminton)-Spieler
- Nikola Franke (* 1989), deutscher Handballspieler
- Nikolaus Franke (* 1966), deutscher Betriebswirt und Hochschullehrer
- Nils M. Franke (* 1971), deutscher Umwelt- und Naturschutzhistoriker
- Nina Franke (* 2002), niederländische Leichtathletin

### O
- Otto Franke (Sinologe) (1863–1946), deutscher Sinologe
- Otto Franke (Politiker) (1877–1953), deutscher Politiker
- Otto Franke (Turner) (1883–1935), deutscher Turner und Leichtathlet

### P
- Patrick Franke (* 1967), deutscher Islamwissenschaftler
- Paul Franke (Verleger, I) (?–1907), deutscher Verleger
- Paul Franke (Architekt), deutscher Architekt und Baumeister
- Paul Franke (Verleger) (1881–1984), deutscher Verleger
- Paul Franke (Unternehmer) (1888–1950), deutscher Unternehmer
- Paul Franke (Eiskunstläufer) (1888–1950), deutscher Eiskunstläufer
- Paul Franke (Politiker) (1892–1961), deutscher Politiker (NSDAP), MdR
- Paul Franke (Landtagsdirektor) (1904–1985), hessischer Landtagspräsident
- Paul Franke (Sänger) (1917–2011), US-amerikanischer Sänger (Tenor)
- Paul-Gerhard Franke (1918–1996), deutscher Wasserbauingenieur und Hochschullehrer
- Peter Franke (Schauspieler) (* 1941), deutscher Schauspieler
- Peter Franke (Politiker) (* 1944), deutscher Politiker (DSU)
- Peter Franke (Jurist) (* 1954), deutscher Jurist, Vizepräsident der Bundesnetzagentur
- Peter Franke (Eishockeyspieler) (* 1968), deutscher Eishockeyspieler
- Peter Robert Franke (1926–2018), deutscher Althistoriker und Numismatiker

### R
- Rainer Franke (* 1953), deutscher Psychologe und Heilpraktiker, siehe Regina und Rainer Franke
- Rainer Franke (Architekt) (* 1954), deutscher Architekt und Rektor der HFT Stuttgart
- Regina Franke (Malerin) (* 1953), deutsche Malerin und Grafikerin
- Regina Franke (* 1955), deutsche Heilpraktikerin, siehe Regina und Rainer Franke
- Regina Franke (Archäologin) (* 1967), deutsche Archäologin
- Renée Franke (1928–2011), deutsche Schlagersängerin
- Richard Franke, Pseudonym von Andreas May (1817–1899), deutscher Schriftsteller und Jurist
- Richard Franke (Pädagoge) (1832–1905), deutscher Altphilologe und Pädagoge
- Richard Franke (Politiker) (1860–1927), deutscher Politiker (DDP)
- Richard W. Franke (Richard William Franke; * 1944), US-amerikanischer Anthropologe
- Richard Walter Franke (1905–1973), deutscher Archivar
- Robert Franke (1886–1948), deutscher Publizist und Messeveranstalter
- Rolf Franke (Politiker) (1919–1997), deutscher Unternehmer und Politiker (SPD)
- Rolf Franke (Entomologe) (* 1947), deutscher Insektenforscher und Botaniker
- Rolf Franke (Basketballspieler) (* 1967), niederländischer Basketballspieler
- Ruby Franke (* 1982), amerikanische Familien-Vloggerin
- Rudolf Franke (Ingenieur, 1870) (1870–1962), deutscher Ingenieur und Hochschullehrer
- Rudolf Franke (Ingenieur, 1906) (1906–2001), deutscher Landmaschinentechnologe und Hochschullehrer
- Rudolf Franke (Grafiker, 1913) (1913–1970), deutscher Schriftsetzer, Grafiker und Grafikdesigner
- Rudolf Franke (Artist) (1914–2016), deutscher Artist
- Rudolf Franke (Grafiker, 1925) (1925–2002), deutscher Grafiker und Grafiksammler
- Rudolf Otto Franke (1862–1928), deutscher Indologe

### S
- Sarah Franke (* 1985), deutsche Schauspielerin und Hörspielsprecherin
- Sebastian Franke (Ruderer) (* 1963), deutscher Ruderer
- Sebastian Franke (Koch) (* 1983), deutscher Koch
- Siegfried Franke (Mediziner) (* 1942), deutscher Chirurg
- Siegfried F. Franke (* 1942), deutscher Ökonom
- Stefan Franke (* 1946), deutscher Jurist und Politiker
- Stéphane Franke (1964–2011), deutscher Leichtathlet
- Susanne Franke (* 1968/1969), deutsche Moderatorin

### T
- Theodor Franke (1863–nach 1932), deutscher Wirtschaftspädagoge
- Thomas Franke (Grafiker) (* 1954), deutscher Grafiker und Schauspieler
- Thomas Franke (Historiker) (* 1957), deutscher Althistoriker
- Thomas Franke (Journalist) (* 1967), deutscher Journalist
- Thomas Franke (Sänger) (* um 1970), deutscher Sänger (Bassbariton)
- Thomas Franke (Sozialpädagoge) (* 1970), deutscher Sozialpädagoge und Schriftsteller
- Thomas Franke (Psychologe) (* 1983), deutscher Psychologe und Professor für Ingenieurpsychologie
- Thomas Franke (Ringer) (* 1986), deutscher Ringer
- Thomas Franke (Fußballspieler) (* 1988), deutscher Fußballspieler
- Traugott Samuel Franke (1804–1863), deutscher Mathematiker

### U
- Ulrich Franke (* 1957), deutscher Jurist und Vorsitzender Richter am Bundesgerichtshof
- Ulrike Franke (Dokumentarfilmerin) (* 1970), deutsche Dokumentarfilmerin
- Ulrike Franke (Politikwissenschaftlerin) (* 1987), deutsche Politikwissenschaftlerin
- Uwe Franke (Manager) (* 1949), deutscher Industriemanager
- Uwe Franke (Produzent) (* 1950), deutscher Fernsehfilmproduzent

### V
- Victor Franke (1866–1936), deutscher Generalmajor
- Volker Franke (* 1945), deutscher Fußballspieler

### W
- Walter Franke (Mediziner) (1834–1903), deutscher Mediziner
- Walter Franke (Politiker, 1901) (1901–nach 1952), deutscher Politiker (CDU), MdL Thüringen
- Walter Franke (Kunsthistoriker) (1901–1968), deutscher Kunsthistoriker und Kunsthändler
- Walter Franke (Politiker, 1911) (1911–1981), deutscher Politiker (SPD), Mitglied der Stadtverordnetenversammlung von Groß-Berlin
- Walter Franke (Unternehmer) (1918–1991), Schweizer Unternehmer
- Walter Franke (Politiker, 1926) (1926–2015), deutscher Politiker (SPD), Senator von Bremen
- Walter Franke (Fußballspieler) (* 1931), deutscher Fußballspieler
- Walter A. Franke (* 1930), deutscher Mineraloge und Hochschullehrer
- Walther Franke (1890–1958), deutscher Schriftsteller
- Waltraud Müller-Franke (* 1958), deutsche Sozialwissenschaftlerin und Hochschullehrerin
- Werner Franke (Politiker) (1919–1990), deutscher Politiker (CDU)
- Werner Franke (Biologe) (1940–2022), deutscher Biologe
- Wilhelm Franke (Anglist) (1884–nach 1957), deutscher Anglist und Fachautor
- Wilhelm Franke (Antifaschist) (1891–1945), deutscher Politiker (SPD) und Widerstandskämpfer
- Wilhelm Franke (Politiker) (1893–1959), deutscher Politiker (CDU, SPD)
- Wilhelm Franke (Radsportler), deutscher Radsportler
- Wilhelm Franke (Schriftsteller) (1901–1979), österreichischer Lehrer und Schriftsteller
- Wilhelm Franke (Chemiker) (1903–nach 1962), deutscher Enzymchemiker und Hochschullehrer
- Willi Franke (Politiker), deutscher Politiker (NDPD), MdV
- Willi Franke (Fußballspieler) (* 1952), deutscher Fußballspieler
- William Franke (* 1956), US-amerikanischer Literaturwissenschaftler
- William B. Franke (1894–1979), US-amerikanischer Politiker
- Willy Franke (1875–1957), deutscher Metallwarenfabrikant und Kunsthändler
- Wolfgang Franke (Künstler) (1908–1982), deutscher Künstler
- Wolfgang Franke (Sinologe) (1912–2007), deutscher Sinologe
- Wolfgang Franke (Botaniker) (1921–2001), deutscher Botaniker
- Wolfgang Franke (Geologe) (* 1947), deutscher Geowissenschaftler
- Wolfgang Franke (Fußballspieler) (1954–2006), deutscher Fußballspieler
- Wolfgang Franke-Stehmann (1936–2008), deutscher Jurist, Ministerialrat und Kanzler der Medizinischen Hochschule Hannover

### Y
- Yannick Franke (* 1996), niederländischer Basketballspieler